# きらぼし銀行
株式会社きらぼし銀行（きらぼしぎんこう、英: Kiraboshi Bank, Ltd.）は、東京都港区に本店を置く東京きらぼしフィナンシャルグループ傘下の地方銀行。
本項では、前身のひとつである第二地方銀行の株式会社八千代銀行（やちよぎんこう、英: The Yachiyo Bank, Ltd.）についても述べる。

## 概要
2018年5月1日に東京TYフィナンシャルグループ傘下の東京都民銀行・八千代銀行・新銀行東京の3行が合併して誕生した。合併前の3行経営統合は、東京都民銀行と八千代銀行の経営統合を嚆矢に新銀行東京が参加する形で行われた。またこの合併と併せて、親会社である東京TYフィナンシャルグループは東京きらぼしフィナンシャルグループへ商号変更した。存続会社は八千代銀行であるが、金融機関番号やSWIFTコードおよび本店所在地は東京都民銀行からそのまま引き継いでいる。
なお、東京都民銀行は地方銀行に、八千代銀行は第二地方銀行に、新銀行東京は設立時の経緯から信託銀行にそれぞれ区分されていたが、きらぼし銀行は東京都民銀行と同じく地方銀行に区分されており、東京都民銀行のDNAを色濃く受け継いだ銀行である。東京都民銀行の流れから、東京都内に本店を置く唯一の地方銀行となっている。

## 旧八千代銀行
信用組合として誕生し、信用金庫を経て、信用金庫・信用組合等との合併を繰り返して規模を拡大し、1991年（平成3年）に普通銀行（第二地方銀行）に転換した。現在では資金量2兆円に迫る規模となっている。信用金庫からの転換は2021年現在、同行が唯一である。2007年（平成19年）に東証一部に上場した。
行名の「八千代」は末広がりの「八」と永遠の意味を持つ「千代」からの造語である。千葉県八千代市とは無関係で、同市発祥ではない。八千代市も前身となる町が合併により発足した際に公募で決められた瑞祥地名で、八千代町が発足したのは奇しくも八千代信用金庫が発足したと同じ1954年（昭和29年）だったが、偶然の一致である。
1999年（平成11年）に経営破綻した国民銀行（金融整理管財人である預金保険機構の管理下に置かれていた）の店舗網と預金・正常債権を翌年8月14日に譲受した。当初、甲府・鳩ヶ谷など都外店舗も含め23店舗を継承したが、その後5店舗を閉鎖し、現在は18店舗の継承となっている。譲受の際に預金保険機構より1837億円の贈与と、350億円の公的資金を注入（第1回優先株式）された。この公的資金については、2006年（平成18年）3月に業務提携先及び筆頭株主である旧住友信託銀行へ譲渡する形で返済されている。

### 東京都民銀行との経営統合
2013年（平成25年）8月5日、同じく都内を地盤とする地銀である東京都民銀行と2014年秋を目処に金融持株会社を設立し、経営統合をする交渉が進められていると報じられ、2014年（平成26年）10月1日に、両行が銀行子会社として傘下に入り「株式会社東京TYフィナンシャルグループ」（現・東京きらぼしフィナンシャルグループ）を設立。本社を八千代銀本店に設置した。
2018年（平成30年）5月1日、東京都民銀行・新銀行東京と合併し、「株式会社きらぼし銀行」 へ社名変更。きらぼし銀行の本店は、南青山に完成した旧・東京都民銀行新本店となる。

## 沿革

### （旧）八千代銀行
元は信用組合として誕生し、信用金庫に移行し、代々木信用金庫に改称。その後代々木信用金庫と東神信用金庫が合併し、「八千代信用金庫」が設立。信用金庫・信用組合等との合併を繰り返して規模を拡大し、1991年（平成3年）に唯一、信用金庫から普通銀行（第二地方銀行）に転換し、「八千代銀行」に改称した。合併前は資金量2兆円に迫る規模にまで上り詰めた。2007年（平成19年）に東証一部に上場した。

#### 普通銀行転換まで
- 1924年（大正13年）12月6日 - 有限責任住宅土地信用購買組合調節社設立。
- 1931年（昭和6年）1月 - 有限責任住宅土地信用購買組合調節社が有限責任信用組合調節社と名称変更。
- 1941年（昭和16年）10月 - 保証責任町田町信用組合設立。
- 1943年（昭和18年）4月 - 有限責任信用組合調節社が代々木信用組合と名称変更。
- 1951年（昭和26年）
  - 7月 - 保証責任町田町信用組合と恩友信用組合が合併し、東神信用組合設立。
  - 10月 -
    - 代々木信用組合が信用金庫法施行法（昭和26年法律第239号）に基づいて信用金庫に組織変更し、代々木信用金庫と名称変更。
    - 東神信用組合が信用金庫法施行法に基づいて信用金庫に組織変更し、東神信用金庫と名称変更。
- 1954年（昭和29年）1月 - 代々木信用金庫と東神信用金庫が合併し、八千代信用金庫設立。
- 1970年（昭和45年）1月 - 八千代信用金庫が、日の出信用組合と合併。

#### 普通銀行転換以降
- 1991年（平成3年）4月 - 金融機関の合併及び転換に関する法律（昭和43年法律第86号）に基づく認可により普通銀行に転換し、商号を株式会社八千代銀行に、統一金融機関コードは1335から0597にそれぞれ変更。
- 1999年（平成11年）3月8日 - 神奈川県相模原市相模原三丁目に本店があった相模原信用組合の事業を譲り受ける[注 1]。
- 2000年（平成12年）8月14日 - 株式会社国民銀行の営業を譲り受ける。
- 2001年（平成13年）5月14日 - 東京都民銀行との現金自動預け払い機（ATM）出金利用手数料無料提携を開始。
- 2004年（平成16年）12月13日 - アイワイバンク銀行（現・セブン銀行）ATMによる入出金利用提携を開始。
- 2006年（平成18年）
  - 6月19日 - 株式会社住友信託銀行と業務・資本提携を締結。その後の公募増資を住友信託銀行が引き受け、筆頭株主に。
  - 7月18日 - 住友信託銀行とのATM出金利用手数料無料提携を開始。
- 2007年（平成19年）
  - 4月19日 - 東京証券取引所第一部に上場。
  - 7月 - ATMにLeadusの指静脈認証装置の取付開始。
  - 8月13日  - ICキャッシュカード発行開始（指・掌静脈認証に対応、ただし発行開始時点では指静脈認証のみ）。発行当初から記帳繰越機を除くほとんどのATMがICキャッシュカードに対応済。
  - 10月15日 - 東日本銀行とのATM出金利用手数料無料提携を開始。同行と都民銀及び東日本銀の3行によるATM相互提携サービス「しゅとねっと」を開始。
  - 12月 - 相模原法人営業部の開設。
- 2008年（平成20年）11月10日 - 本店の建て替えに伴い、仮店舗として新宿一丁目（NTT四谷ビル）に一時移転[10]。
- 2010年（平成22年）12月 - 新本店が竣工。同年12月24日付けで本店融資部門・本部機能を新本店に移転。預金部門は翌年1月11日付けで移転[注 2][11]。
- 2013年（平成25年）4月 - 子会社である八千代サービス株式会社が株式会社八千代エージェンシーを吸収合併。
- 2014年（平成26年）10月1日 - 金融持株会社・株式会社東京TYフィナンシャルグループの子会社化。

### きらぼし銀行（2018年5月以降）
- 2018年（平成30年）5月1日 - 八千代銀行が東京都民銀行と新銀行東京を合併し、商号を「株式会社きらぼし銀行」[9] に変更。統一金融機関コードやSWIFTコードは東京都民銀行が使用していた「0137」と「TOMIJPJT」を使用し、第二地方銀行から地方銀行へ移行。
- 2020年（令和2年）5月7日 - 旧・八千代銀行と旧・東京都民銀行、旧・新銀行東京とのシステム統一が実施された。これにより旧八千代銀行の通帳は使えなくなるため、切り替えが必要となった。
- 2021年（令和3年）3月15日 - ローソン銀行の「即時口座決済サービス」に参加。これにより、ローソン銀行ATMできらぼし銀行の口座から「au PAY」にチャージができるようになる[12][13]。
- 2022年（令和4年）5月16日 -「スマホ ATM」サービス開始[14]。

## 営業政策

### 店舗展開
旧八千代銀行は東京都西部から神奈川県東部を主な地盤としており、特に、前身である代々木信用金庫が本店を置いた渋谷区、東神信用金庫の本店が所在した町田市、並びに隣接する相模原市に店舗網が厚い。町田市においては横浜銀行と輪番で指定金融機関を受託している。国民銀行の流れで甲府市にも店舗を開設していたが撤退している。
旧東京都民銀行は東京都を主な地盤にしており、また埼玉県戸田市や千葉県船橋市や神奈川県にも店舗は置いていた。
きらぼし銀行発足後の東京都及び神奈川県以外の店舗は戸田市、川口市、朝霞市、船橋市のみである。

### キャラクター
旧八千代銀行、旧東京都民銀行は共にサンリオのキャラクターを採用しており、きらぼし銀行への統合後も引き続きサンリオのキャラクターを採用している。
旧八千代銀行では2000年からポチャッコを、旧東京都民銀行では2007年からシナモロールを採用していた。
2017年8月1日から東京TYFGの共通イメージキャラクターとして、リトルツインスターズを導入した。

### ATMサービス
貯蓄預金・定期預金・定期積金の新規口座開設（普通預金のキャッシュカードが必要）と定期預金の満期取扱変更、キャッシュカードによる振込にも対応しており、キャッシュサービスコーナーの営業時間内であれば曜日・時間帯に関わらず取扱をしている。旧東京都民銀行から引き続いて京王電鉄の主要駅にステーションATMを展開している。

## 地域社会等への貢献
- 日本サッカー協会（JFA）が主催する JFAこころのプロジェクト『夢先生』 の活動を応援。
- 東京六大学野球・東都大学野球の各連盟に協賛し、地域のスポーツ振興を応援。
- 「東京緑の定期預金」を取り扱い、東京都が運営する「緑の東京募金」に協力。
- 環境活動を展開している「green bird」とのコラボにより、地域内の清掃活動を実施。

## ギャラリー

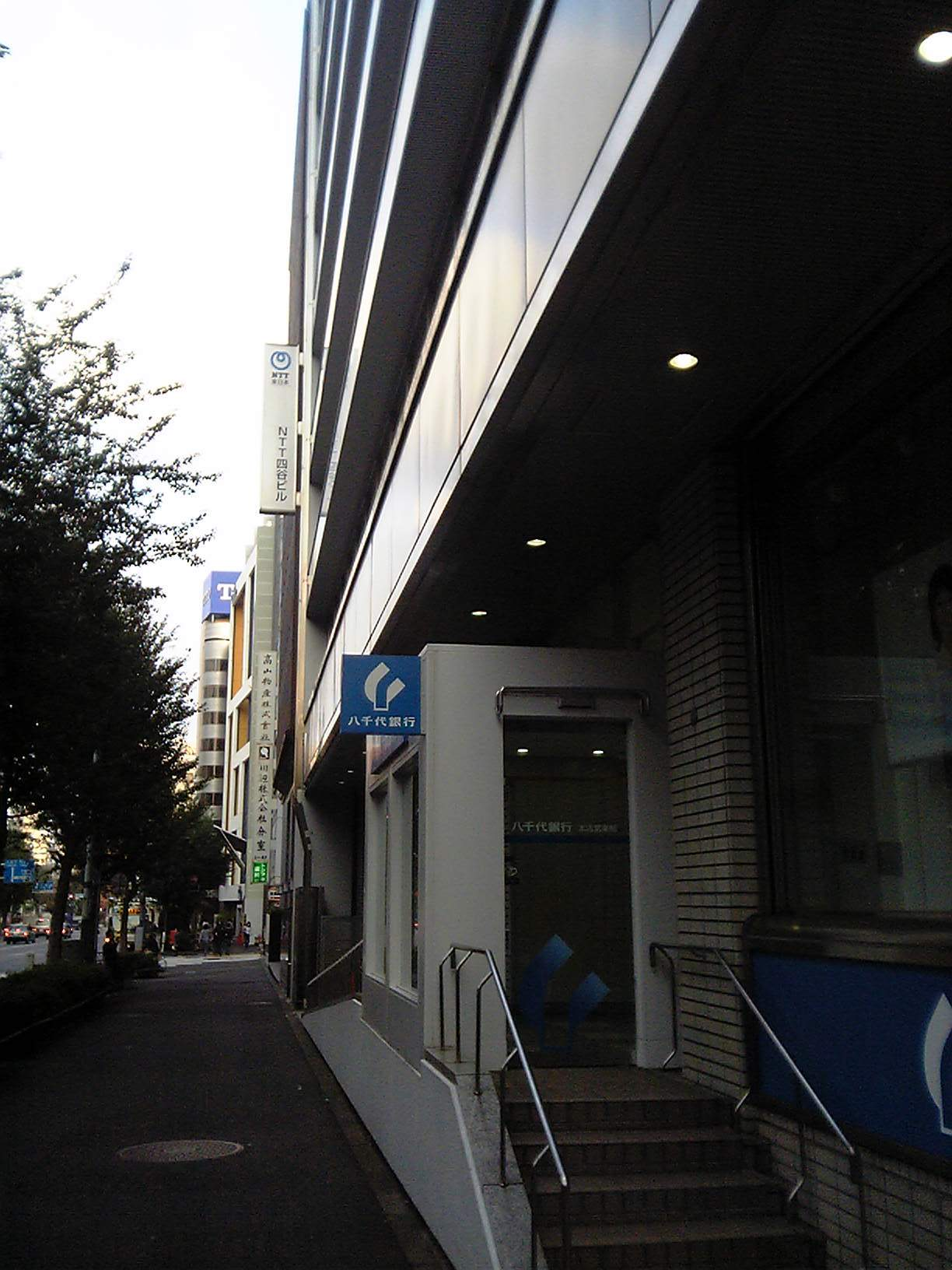
旧八千代銀行本店営業部仮店舗 （2009年10月31日）
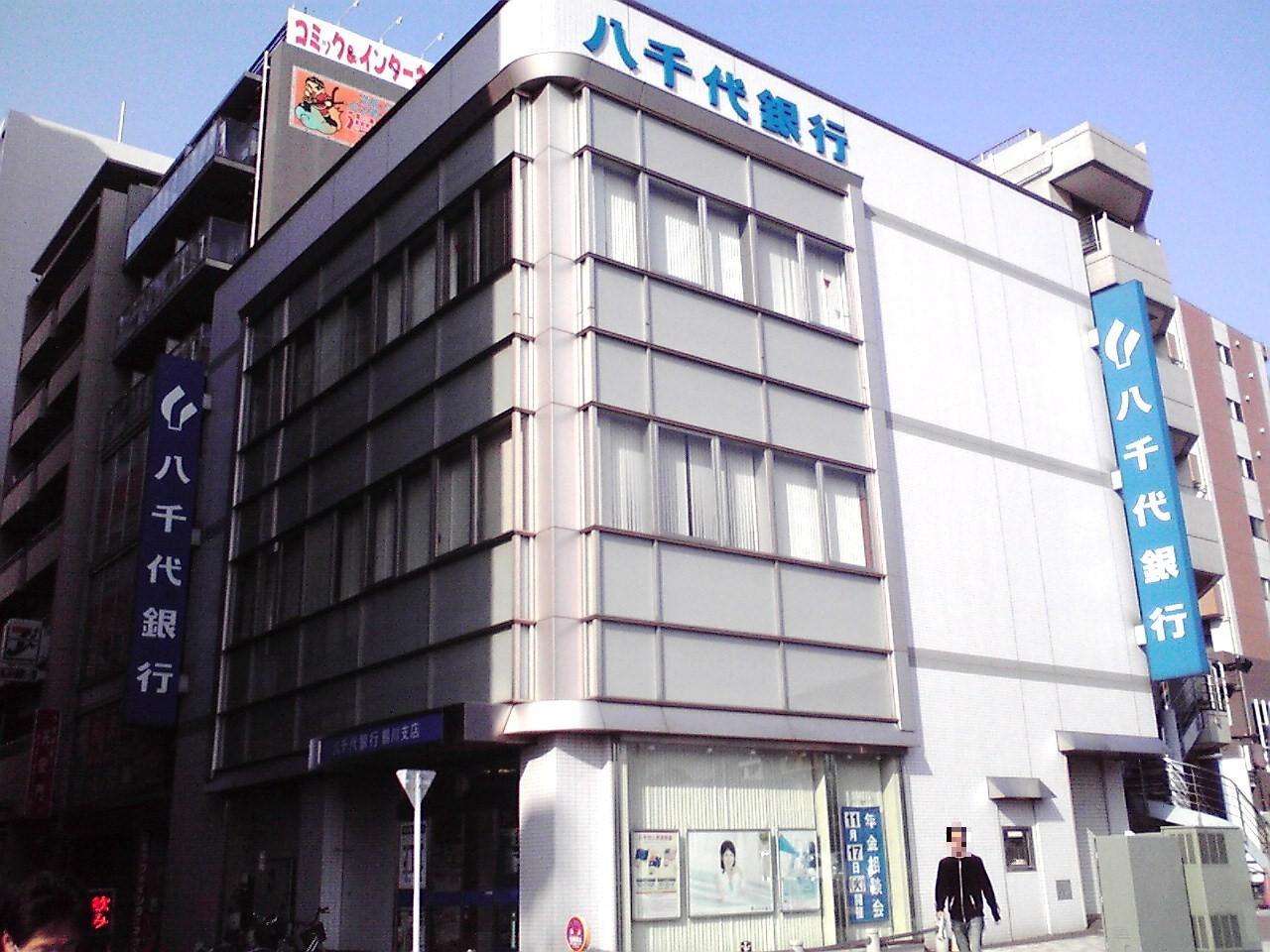
旧八千代銀行鶴川支店 （2009年10月31日）
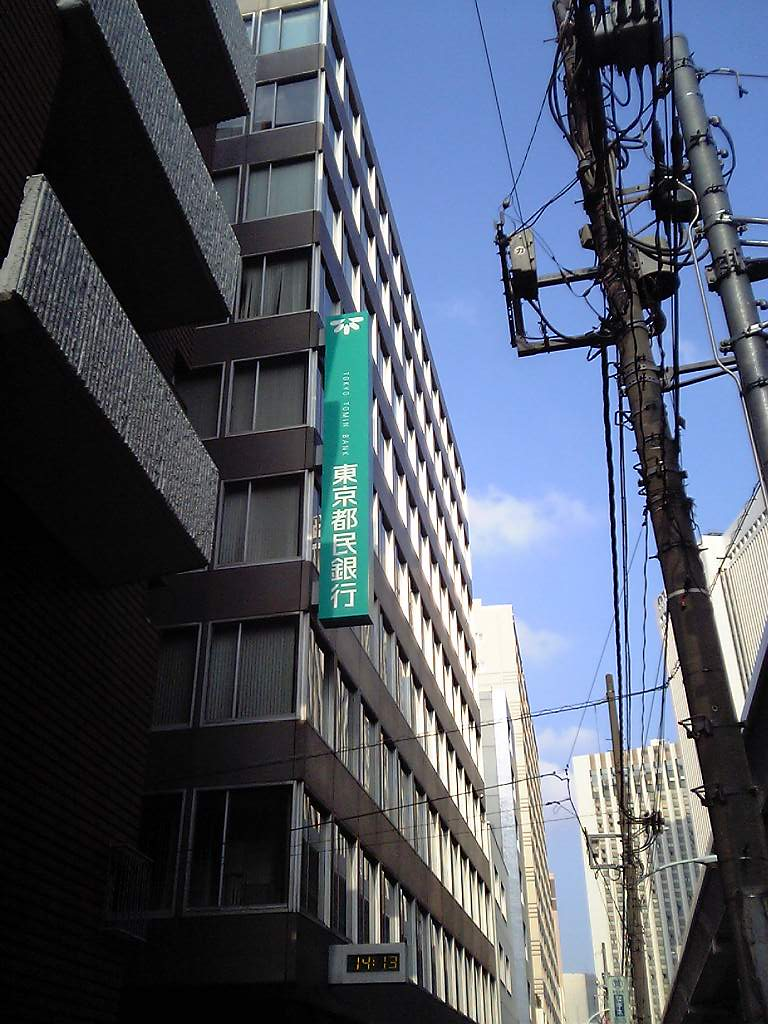
旧東京都民銀行旧本店
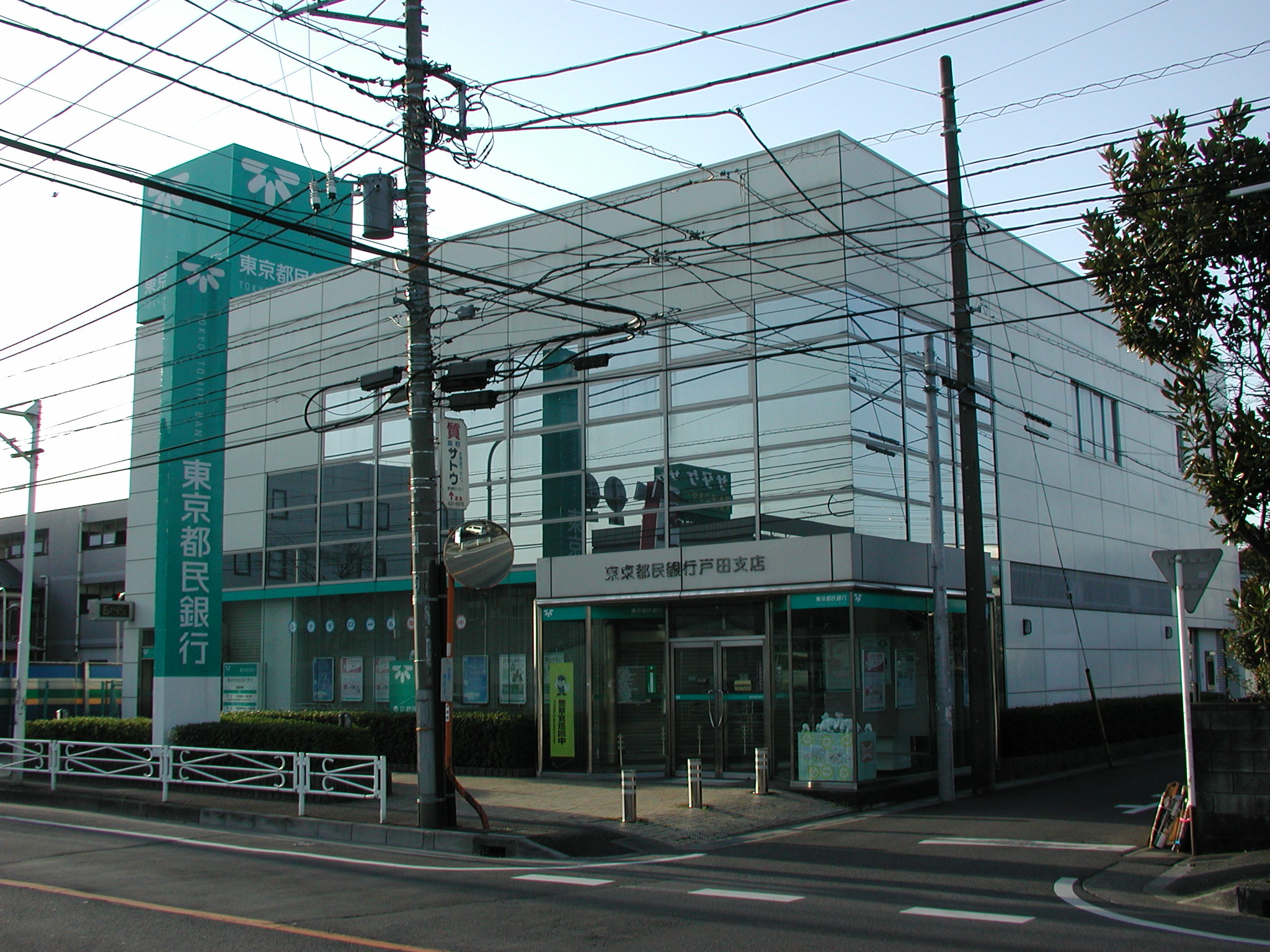
旧東京都民銀行戸田支店 （2009年3月）
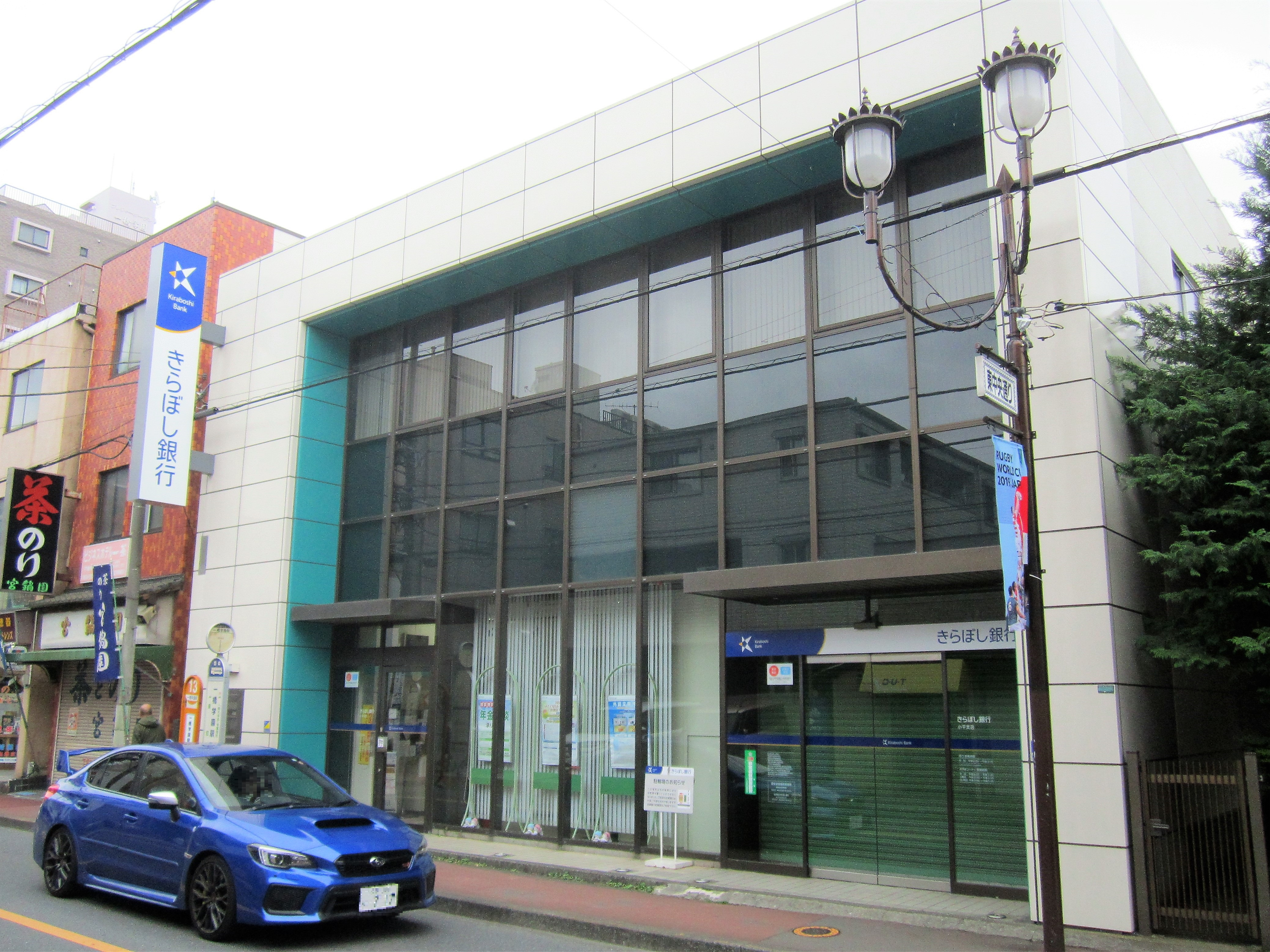
きらぼし銀行小平支店

## 不祥事
- 2016年5月から2018年5月の間にかけて、石神井支店（旧八千代銀行の店舗）に勤務していた36歳の男性行員が顧客の普通預金から不正に現金を引き出し、およそ3億7500万円を横領していたことが発覚した。この行員は顧客に定期預金の作成を名目に定期預金の顧客向け証書を偽造して顧客に渡しており、顧客から定期預金の解約の申し出を受けた銀行側が口座を確認したところ口座が存在しなかったことから事件が発覚した。行員は失踪しており、銀行は7月8日付でこの行員を懲戒解雇としている[17][18]。同年8月31日、被害額が約6億7900万円に拡大したことと、グループの役員ら16人が不祥事の責任を取り月額報酬の一部を返上することを発表[19]。なお、横領を行った元行員の所在については「ご家族からの連絡により、死亡の事実を確認いたしました」と銀行側から発表されている[20]。
- 2018年7月18日、当行の36歳の在籍男性行員が、同年3月4日に妻の遺体を茨城県取手市の自身の実家に埋めたとして、死体遺棄の疑いで63歳の母親とともに千葉県警に逮捕された[21]。この男性行員は妻の殺害をほのめかす供述もしているという[21]。銀行側は「事実関係が明らかになり次第、厳正に対処する」としている[22]。
- 2014年から2017年にかけて、同業の男性行員（32歳）が多摩支店（多摩市）の顧客から現金約800万円を着服していた。運用商品を購入するための資金として顧客が預けた現金を男性行員はだましとっており、その後2019年6月6日付で男性行員は懲戒解雇された[23]。